# Еквадорсько-американські відносини
Еквадор і Сполучені Штати підтримували тісні зв’язки на основі спільних інтересів у підтримці демократичних інституцій; боротьбі з канабісом та кокаїном; побудові торговельних, інвестиційних та фінансових зв'язків; співпраці в сприянні економічному розвитку Еквадору; а також участі в міжамериканських організаціях. Зв’язки додатково зміцнюються присутністю приблизно 150 000–200 000 еквадорців, які проживають у Сполучених Штатах, а також 24 000 громадян США, які щорічно відвідують Еквадор, і близько 15 000 громадян США, які живуть в Еквадорі.
Відносини між двома країнами були напруженими після того, як Джуліан Ассанж звернувся з проханням про політичний притулок в еквадорському посольстві в Лондоні після неодноразових заяв про те, що уряд США домагається його екстрадиції через його діяльність у Wikileaks. Еквадор вперше запропонував політичний притулок Джуліану Ассанжу в листопаді 2010 року. Він скористався цією можливістю, увійшовши до їхнього посольства в Лондоні у червні 2012 року. Це було скасовано у 2019 році після переговорів між адміністрацією Морено та британським урядом. Відносини покращилися після усунення Рафаеля Корреа з посади президента Еквадору.
Обидві країни були одними з перших підписантів Міжамериканського договору про взаємодопомогу (Ріо-договір) 1947 року, регіонального договору про взаємну безпеку Західної півкулі. Однак, за адміністрації Корреа, Еквадор денонсував цей договір у лютому 2014 року, що було юридичною передумовою для виходу Еквадору з договору у 2016 році. Еквадор поділяє занепокоєння США щодо зростання наркоторгівлі та міжнародного тероризму й енергійно засуджує терористичні дії, незалежно від того, чи вони спрямовані проти урядових чиновників чи приватних громадян. Уряд зберіг Еквадор практично вільним від виробництва коки з середини 1980-х років і працює над боротьбою з відмиванням грошей та транзитом наркотиків і хімічних речовин, необхідних для обробки кокаїну.
За словами критика ЦРУ та колишнього агента ЦРУ, який перебував в Еквадорі, Філіпа Ейджі, ЦРУ проводило масштабні операції та політичні маніпуляції в Еквадорі на початку 1960-х років. Наприклад, ЦРУ було залучене до діяльності групи "Еквадорська антикомуністична акція".
Еквадор і США у 1999 році домовилися про 10-річну угоду, за якою американські військові літаки-спостерігачі могли використовувати авіабазу в місті Манта, Еквадор, як передову оперативну локацію для виявлення польотів, пов'язаних із наркоторгівлею, в регіоні. Угода закінчилася у 2009 році; колишній президент Рафаель Корреа пообіцяв не продовжувати її, і з того часу в Еквадорі немає жодних іноземних військових об'єктів.
У питаннях рибальства Сполучені Штати заявляють про юрисдикцію щодо управління прибережними рибними ресурсами до 200 миль (370 км) від свого узбережжя, але виключають високоміграційні види; Еквадор, з іншого боку, заявляє про 200-мильну (370 км) територіальну зону і накладає ліцензійні збори та штрафи на іноземні риболовні судна в цьому районі, не роблячи винятків для вилову міграційних видів. На початку 1970-х років Еквадор затримав близько 100 суден під іноземними прапорами (багато з яких були американськими) і зібрав збори та штрафи на суму понад 6 мільйонів доларів. Після певного зменшення таких затримань протягом кількох років, декілька американських тунцевих суден знову були затримані та конфісковані у 1980 і 1981 роках.
Акт про збереження та управління рибними ресурсами США Магнусона автоматично викликав заборону на імпорт тунцевих продуктів з Еквадору до США. Заборона була знята у 1983 році, і, хоча між законодавствами США та Еквадору все ще існують фундаментальні відмінності, наразі конфлікту немає. Протягом періоду, що минув з часу затримань, які викликали заборону на імпорт тунця, наступні уряди Еквадору висловлювали готовність досліджувати можливі рішення цієї проблеми з взаємною повагою до давніх позицій і принципів обох сторін. Однак вибори Рафаеля Корреа у жовтні 2006 року призвели до напруження у відносинах між двома країнами, і відтоді відносини залишалися сповненими напруги. Під час свого перебування на посаді Рафаель Корреа був різко критичним до зовнішньої політики США.

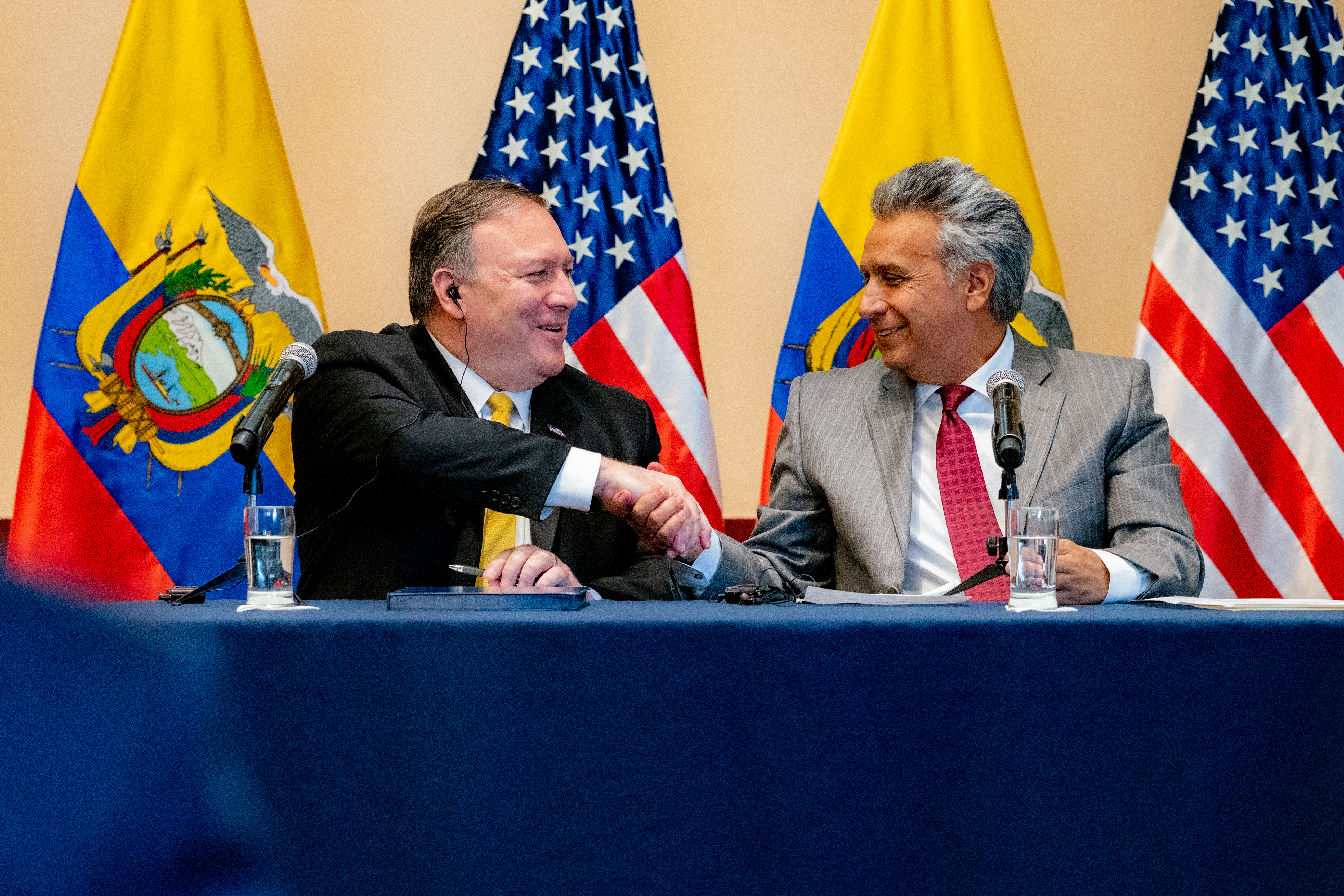
Президент Еквадору Ленін Морено з держсекретарем США Майком Помпео, 20 липня 2019 р.

У квітні 2011 року відносини між Еквадором і Сполученими Штатами особливо погіршилися після того, як Еквадор вислав посла США через витік дипломатичної телеграми, у якій президента Корреа звинувачували в свідомому ігноруванні корупції в поліції. У відповідь посол Еквадору Луїс Гальєгос був висланий зі Сполучених Штатів.
У 2013 році, коли Еквадор в односторонньому порядку вийшов з преференційної торгової угоди зі Сполученими Штатами, заявивши, що США використовували її як засіб шантажу щодо прохання про притулок Едварда Сноудена, відносини між Еквадором і США досягли найнижчої точки. Угода пропонувала Еквадору 23 мільйони доларів США, які Еквадор запропонував Сполученим Штатам для навчання з прав людини.[1] Еквадору було запропоновано безмитний імпорт в обмін на зусилля щодо боротьби з наркотиками.
Джуліан Ассанж подав заявку на громадянство Еквадору 16 вересня 2017 року, і Еквадор надав йому громадянство 12 грудня 2017 року. Однак цей факт було оголошено лише 25 січня 2018 року.[1]
У квітні 2019 року Джуліан Ассанж був заарештований лондонською поліцією. Президент Еквадору Ленін Морено заявив, що Ассанж "порушив умови свого притулку". Міністр закордонних справ Великобританії Джеремі Гант зазначив, що уряди Великобританії та Еквадору співпрацювали з моменту вступу Морено на посаду, намагаючись вирішити ситуацію. Екстрадиція Ассанжа до Сполучених Штатів була відхилена через поєднання його слабкого здоров'я та особливостей пенітенціарної системи США.
Відносини зі Сполученими Штатами значно покращилися під час президентства Леніна Морено з 2017 року. У лютому 2020 року його візит до Вашингтона став першою зустріччю між президентами Еквадору та США за 17 років.[1] У червні 2019 року Еквадор погодився дозволити американським військовим літакам здійснювати операції з аеропорту на Галапагоських островах.

## Освіта
Американські школи в Еквадорі:
- Американський коледж Кіто
- Міжамериканська академія Гуаякіля
- Academia Cotopaxi - американська міжнародна школа

- Академія Альянсу Міжнародна

## Зовнішні посилання
- Історія еквадорсько-американських відносин
- - Інформаційний бюлетень Державного департаменту США про відносини США з Еквадором
- Газета «Новини Еквадору».

Шаблон:Foreign relations of Ecuador